# Acuerdos de Corinto, Hobo y Medellín
Se conoce como Acuerdos de Corinto, Hobo y Medellín los celebrados entre el gobierno de Belisario Betancur y las guerrillas colombianas Movimiento 19 de abril (M-19) y Ejército Popular de Liberación (EPL), los cuales fueron firmados el 24 de agosto de 1984 en Corinto (Cauca), Hobo (Huila) y Medellín. Las partes firmantes se comprometieron a un cese bilateral del fuego y a la búsqueda conjunta de una salida política al Conflicto armado interno de Colombia.

## Antecedentes
Tras acogerse a una amnistía y viajar a Cuba, Carlos Pizarro Leongómez regresa a Colombia y toma de nuevo las armas. Antes de la firma de los acuerdos, los líderes del M-19 Iván Marino Ospina y Carlos Pizarro Leongómez fueron emboscados por la Policía Nacional y el Ejército Nacional cuando se dirigían a San Francisco y Corinto (Cauca) respectivamente para reunirse con los miembros de la comisión de paz.

## Acuerdos
El documento fue suscrito por una Comisión de Paz, Diálogo y Verificación, en representación del gobierno, y por los Comandantes del M-19 y firmado en los municipios de Corinto, Cauca y Hobo, Huila, el 24 de agosto de 1984, el M-19 ordenó el cese al fuego a sus comandos guerrilleros, mientras que el presidente Betancur también ordenó a todas las autoridades civiles y militares del país. El Acuerdo también fue firmado por el Ejército Popular de Liberación (EPL) el 23 de agosto de 1983 en Medellín por sus comandantes 'Ernesto Rojas' y Oscar William Calvo.
- Cese al fuego entre las partes.
- El M-19 y el EPL se comprometen a no retener personas.[7]
- Orden presidencial de suspender actos contra el Partido Comunista de Colombia Marxista Leninista, el EPL y el M-19
- La orden cobija sólo a quienes respeten el acuerdo.
- Apoyo a investigaciones sobre desaparecidos y paramilitares.
- Restablecimiento de normalidad civil.
- Apertura política.
- Diálogo Nacional.
- Preparación del diálogo nacional.[8]

## Rompimiento de tregua
El fruto de los acuerdos es el fin de varias acciones del M-19 y el EPL y el reintegro de varios combatientes a la vida civil. No obstante, sectores de las Fuerzas Militares opuestos a los acuerdos de tregua y paz atacaron a varios miembros y campamentos en tregua del M-19.
Las FF.MM. continuarán con la desaparición forzada como el caso del militante del Partido Comunista de Colombia Marxista Leninista y del EPL Luis Fernando Lalinde Lalinde, Tras la Batalla de Yarumales, entre diciembre de 1984 y enero de 1985 un atentado en mayo de 1985 a Antonio Navarro Wolff, vocero del M-19. Se anuncia rota la tregua por Álvaro Fayad.
Tras el rompimiento de los acuerdos el conflicto entre el grupo guerrillero M-19 se recrudece con el gobierno lo que conlleva a la Toma del Palacio de Justicia el 6 de noviembre de 1985 y el asesinato de Óscar William Calvo del EPL.

## Efectos
Los acuerdos de paz de 1984 fueron los primeros en la historia del Conflicto armado interno de Colombia, y fueron firmados por las FARC-EP en La Uribe (Meta), el M-19 y el EPL, en Corinto (Cauca), El Hobo (Huila) Y Medellín (Antioquia), también la Autodefensa Obrera (ADO) firman acuerdos en este año con el gobierno Colombiano, siendo el primer intento por una salida negociada al Conflicto armado interno de Colombia, la violencia se recrudeció en el país con el rompimiento de los acuerdos y finalmente se lograron procesos de paz definitivos, desmovilización y participación política en 1990 con el M-19, el EPL y las FARC-EP en 2016. La idea del diálogo nacional propuesta por el M-19 y el EPL se vería reflejada en la Constitución Política de 1991.